# Loch Tulla
Loch Tulla (Schots-Gaelisch: Loch Toilbhe) is een klein loch in de Schotse Hooglanden, langs de A82. Het loch ligt 2 km ten noorden van Bridge of Orchy, dat een station heeft op de West Highland Line. Loch Tulla ligt in het noorden van Glen Orchy en voedt de rivier Orchy.
Langs een parkeerplaats ten noorden van het meer is een cairn gebouwd voor alle bergbeklimmers die omgekomen zijn in de Schotse bergen en voor Hugh Munro, een bekend Schots bergbeklimmer die de lijst opstelde waarin alle Schotse heuvels, hoger dan 3000 voet zijn opgenomen. Deze heuvels worden Munro's genoemd. De cairn is opgebouwd uit 795 stenen van verschillende Munro's en afgedekt met een steen van zijn voormalig woonhuis Lindertis House.

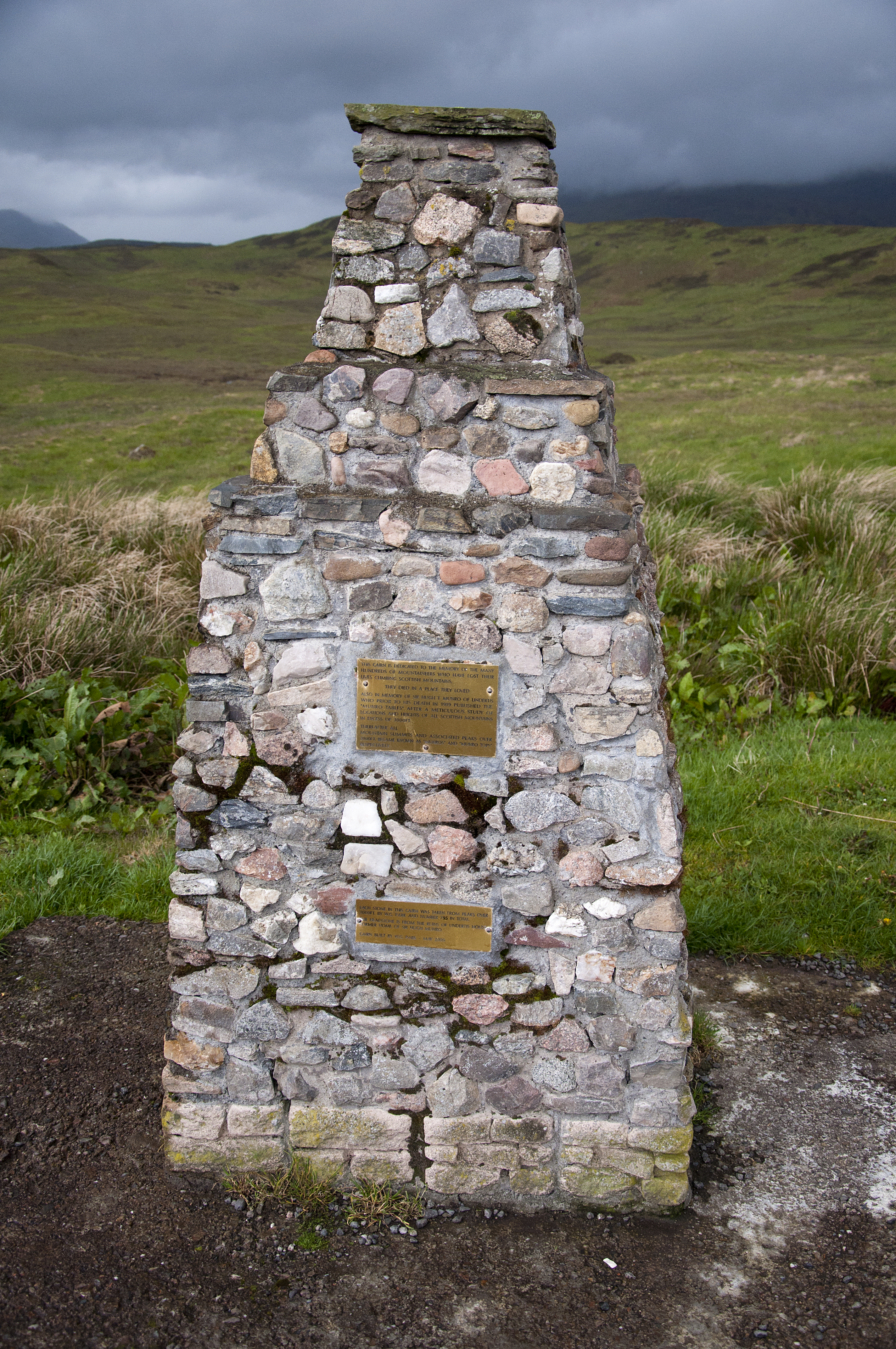
De Cairn